# Volodymyr Kolesnyk
Volodymyr Liubomyrovych Kolesnyk –en ucraniano, Володимир Любомирович Колесник– (Kolomyia, URSS, 16 de enero de 1976) es un deportista ucraniano que compitió en boxeo. Ganó una medalla de plata en el Campeonato Mundial de Boxeo Aficionado de 2001, en el peso ligero.

## Palmarés internacional
| Campeonato Mundial | Campeonato Mundial    | Campeonato Mundial | Campeonato Mundial |
| Año                | Lugar                 | Medalla            | Categoría          |
| ------------------ | --------------------- | ------------------ | ------------------ |
| 2001               | Belfast (Reino Unido) | Medalla de plata   | 60 kg              |